# Jouy-le-Moutier
Jouy-le-Moutier egy község Franciaországban. Lakosainak száma 17 411 fő (2022. január 1.).

## Földrajza
Jouy-le-Moutier Vauréal, Maurecourt, Triel-sur-Seine, Boisemont és Neuville-sur-Oise községekkel határos.